# Acer

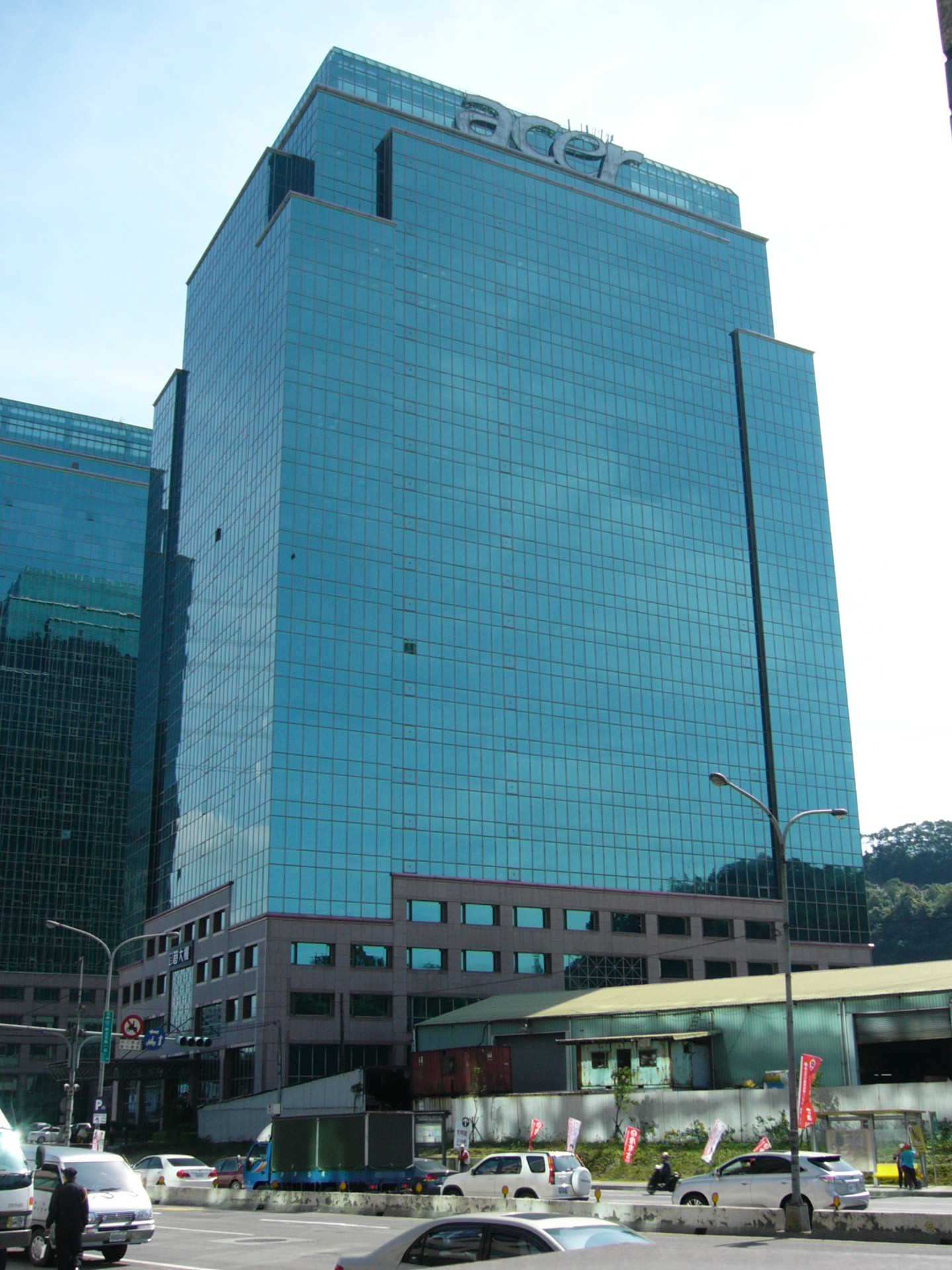
Hauptsitz in Neu-Taipeh, Taiwan

Die Acer Group (chinesisch 宏碁, Pinyin Hóngjī) ['eɪsər] ist ein taiwanisches Computerunternehmen mit Hauptsitz in Taipeh. Es wurde 1976 von Stan Shih, heute Ehrenvorsitzender des Unternehmens, unter dem Namen Multitech gegründet und erhielt 1987 seinen heutigen Namen (nach dem lateinischen Wort acer für heftig/hitzig/hart/scharf).
Acer stellt neben PCs – Notebooks, Smartphones, Tablets, Desktops, Server – auch Monitore, LCD-Fernseher, Media-Center, Projektoren und Wearables her. Zielgruppen der Produkte sind kleine und mittlere Unternehmen (KMU bzw. SOHO) sowie Privatkunden.
Acer ist mit 7725 Mitarbeitern (Stand: 2022) in über 100 Staaten in den Bereichen Vertrieb, Marketing und Services aktiv. Der Vertrieb erfolgt ausschließlich über Handelspartner (sogenanntes „indirektes Channelmodell“). Damit wurde Acers deutsches und europäisches Vertriebsmodell in den vergangenen Jahren weltweit eingeführt.
Die Aktien des Unternehmens werden an der Taiwan Stock Exchange sowie an der London Stock Exchange gehandelt und sind im TAIEX enthalten.

## Geschichte

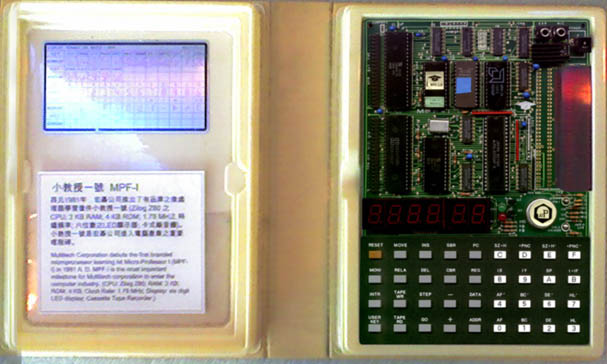
Micro-Professor MPF-I (1981)

Logo von 1987 bis 2001

Logo der Marke Acer von 2001 bis 2011

Acer wurde am 1. August 1976 unter dem Namen Multitech von Stan Shih, seiner Frau Carolyn Yeh und fünf anderen Geschäftspartnern mit einem Startkapital von 25.000 US-Dollar und elf Mitarbeitern als Distributor von Ersatzteilen elektronischer Geräte sowie als Berater im Mikroprozessorbereich gegründet. Im selben Jahr wurde die erste eigene Produktionsstätte in Taiwan aufgebaut, die Trainingssysteme für Mikroprozessoren herstellte. Im Jahre 1977 betrug der Jahresumsatz 1,6 Millionen, 1979 4 Millionen und 1980 8 Millionen US-Dollar. 1981 erschien unter dem Namen Microprofessor I das erste Mikroprozessor-Trainingssystem unter eigener Marke, das die Form eines Buches hatte. Nach dem Vorbild des Apple II brachte Multitech 1982 und 1983 die Heimcomputer Microprofessor II und III heraus.
Im Jahre 1984 wurde die Tochterfirma Acer Periphals in Toronto gegründet, die später in Acer Communication & Multimedia umbenannt wurde und Computerperipherie sowie Unterhaltungselektronik herstellte. 1987 benannte sich Multitech in Acer um und wurde ein Jahr später an die Börse gebracht.
1990 erwarb man den US-amerikanischen Computerhersteller Altos Computer Systems. Im Jahr 1997 übernahm Acer das Notebookgeschäft von Texas Instruments und damit u. a. dessen Produktlinie TravelMate, die auch heute noch hergestellt wird. Acer stellte neben Geräten unter eigener Marke auch Geräte für andere Hersteller wie beispielsweise IBM in Auftrag her (OEM-Geschäft). So war Acer 1998 der drittgrößte PC-Hersteller weltweit, während die eigene Marke nur den achten Platz auf dem globalen Markt einnahm. Im selben Jahr beschäftigte Acer über 40.000 Mitarbeiter und unterhielt zwölf Produktions- und 39 Fertigungsstätten. 2000 wurde das Produktionsgeschäft (inklusive der Auftragsfertigung) als Wistron jedoch abgespalten.
Im Jahr 2000 vor der Abspaltung des Produktionsgeschäfts erzielte Acer mit 35.000 Mitarbeitern in 232 Tochtergesellschaften und 41 Ländern einen Umsatz von 9,9 Milliarden US-Dollar. Ein Jahr später wurde Acer Communication & Multimedia als BenQ Corporation ebenfalls abgespalten.
Im Jahr 2001 sponserte Acer das französische Formel-1-Team Prost Grand Prix.
Zur Stärkung des US-amerikanischen Marktes hatte Acer am 27. August 2007 bekanntgegeben, den PC-Hersteller Gateway und damit auch Packard Bell und eMachines zu übernehmen. Gateway war damals der drittgrößte US-amerikanische Hersteller von Personalcomputern. Für die Übernahme bezahlte Acer 710 Millionen US-Dollar.
2013 stellte Acer seine ersten zwei Smartphones „Acer Liquid E1“ und „Acer Liquid Z2“ auf dem GSMA Mobile World Congress in Barcelona vor. Im selben Jahr stellte das Unternehmen seine Marke eMachines, die vom Konzern für Geräte des unteren Preissegments genutzt wurde, ein.
Im Jahr 2021 wurden die Server von Acer mehrmals von Hackern attackiert:
- Im März verlangte die Gruppe REvil von Acer 50 Millionen US-Dollar Lösegeld nach einem Ransomware-Befall.
- Im Oktober wurde in Server in Indien eingebrochen, es wurden Kunden- und Firmendaten gestohlen.
- Im gleichen Monat wurde in Server in Taiwan eingebrochen, es wurden Mitarbeiterdaten gestohlen.[15]

## Geschäftsentwicklung und Marktposition

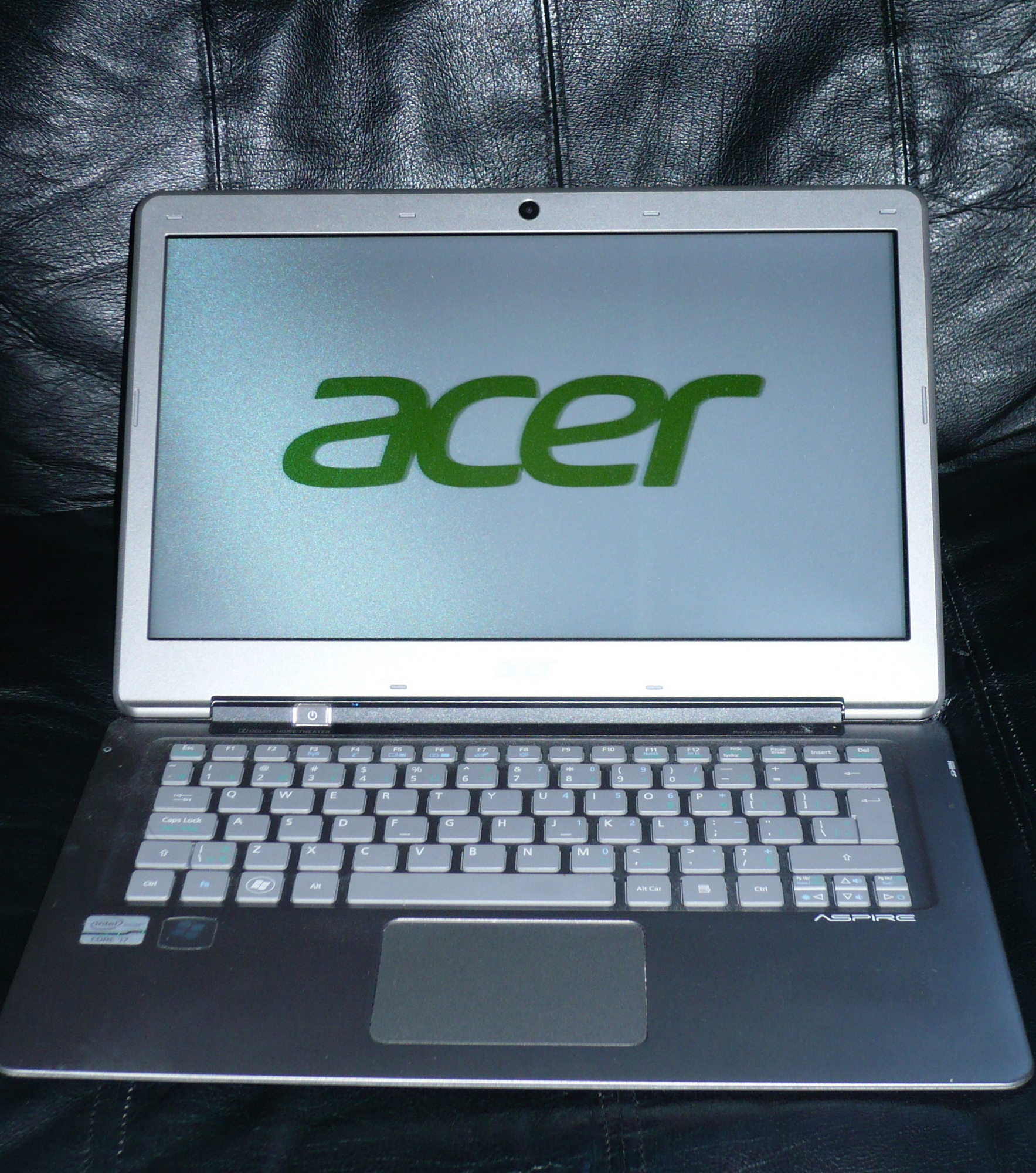
13.3' Acer Aspire S3 Ultrabook, 240G SSD

Ende 2009 stieg Acer zum zweitgrößten PC-Hersteller der Welt auf – nach HP und vor Dell. Weltweit nahm Acer laut Gartner im Gesamtjahr 2011 Platz 4 im PC-Gesamtmarkt und Platz 2 im Notebook-Segment ein. Im deutschen PC-Gesamtmarkt hält Acer laut Oliver Ahrens, Chef von Acer in Europa, 2012 einen Marktanteil von etwa 27 Prozent.
Im Jahr 2007 belief sich der weltweite Umsatz mit Acer-Produkten auf 14,07 Mrd. US-Dollar.
Für das dritte Quartal 2008 verbuchte Acer eine Umsatzsteigerung von über 30 Prozent gegenüber 2007 auf umgerechnet rund 3,8 Milliarden Euro. Zudem wuchs der Nettogewinn auf umgerechnet etwa 71,6 Millionen Euro an, was einer Steigerung von 2,7 Prozent entspricht. Damit verteidigte Acer seine Rolle als drittgrößter PC-Hersteller der Welt.
2009 betrug der Umsatz der Acer Inc. 17,9 Milliarden US-Dollar, was einer Steigerung um 5 % zum Vorjahr entspricht.
Auch für die ersten drei Quartale 2010 konnte Acer eine Umsatzsteigerung vermelden: Der Konzernumsatz stieg im Vergleich zum Vorjahr um 18 % auf 15,3 Mrd. US-Dollar. Bei der Umsatzrendite konnte mit 3,16 % ein Rekordwert erreicht werden.
Nach einem Hoch von 19,9 Milliarden US-Dollar im Jahr 2010 fiel der Umsatz von Acer bis zum Jahr 2014 kontinuierlich auf 10,39 Milliarden US-Dollar.
Die deutsche Tochter des Unternehmens firmiert unter Acer Computer GmbH und hat ihren Sitz in Ahrensburg bei Hamburg.

## Umweltschutz
Im Greenpeace „Guide to Greener Electronics“ landet Acer in puncto Umweltschutz unter 17 getesteten IT-Herstellern mit einem D+-Rating im knapp oberen Mittelfeld hinter HP oder lenovo und noch vor Asus oder Samsung (Stand 2017). Untersucht hat Greenpeace den Einsatz erneuerbarer Energien durch die Unternehmen, die Vermeidung gefährlicher chemischer Substanzen in den Produkten und der Produktionsstätten. Die Bemühungen der Unternehmen um Reparierbarkeit, Erweiterbarkeit und Recycling wurden ebenso betrachtet wie die Transparenz in der Veröffentlichung von Regulationen und Vereinbarungen.